# Verena Müller (Äbtissin)

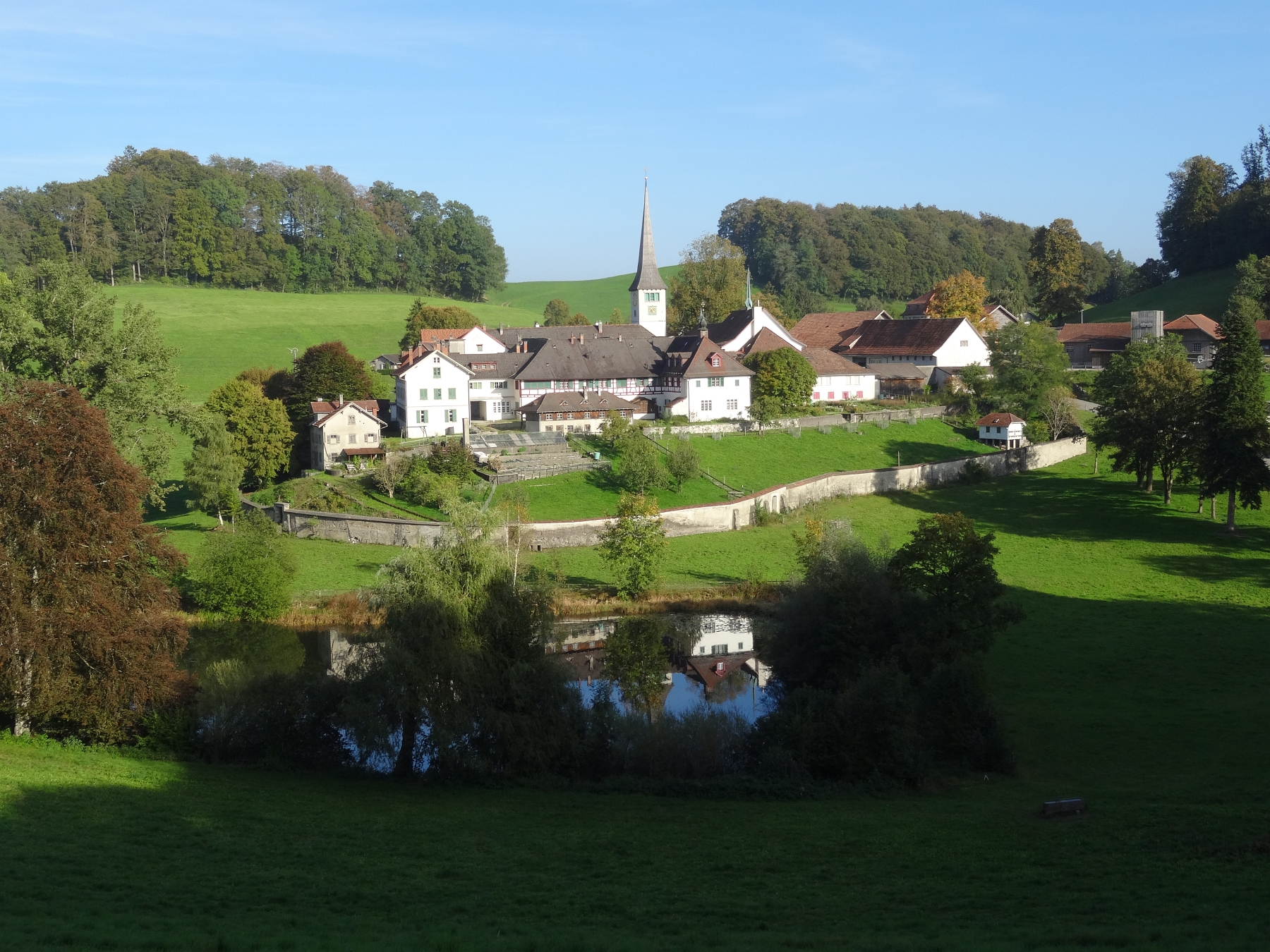
Kloster Magdenau, 2023

Verena Müller II. (* als Katharina Müller am 3. Februar 1729 in Zug; † 21. Juni 1808 in Kloster Magdenau) war eine Schweizer Äbtissin, die das Kloster von der sankt-gallischen Zeit in die Mediationszeit führte.

## Leben
Verena Müller war eine Tochter der Brigitta von Brandenberg und des Spitalvogts Franz Paul Müller aus der Familie der Müller im Roost. Ihre Brüder waren der Wettinger Abt Peter Müller (1762–1765) und der Bischofszeller Chorherr Franz Leonz Müller. Ihr Halbbruder Franz Michael aus einer weiteren Ehe des Vaters wurde Kastvogt des Franziskanerinnenklosters Mariä Opferung in Zug sowie später Bannerherr und Landammann. Die Magdenauer Äbtissin Verena Müller I. (1638–1661) stammte aus der Zuger Familie der Müller im Lauried.
Am 4. Juli 1745 legte Verena Müller in der Zisterzienserinnenabtei Magdenau die Profess ab. Sie wurde 1774 Schreiberin und 1777 als Cellerarin genannt. Nach dem Tod von Josepha Barbara Ochsner wurde sie am 11. August 1777 zur Äbtissin gewählt. Acht Tage später erbat sie von Fürstabt Beda Angehrn die Fisch- und Jagdrechte innerhalb des klösterlichen Gerichtsbannes. Am 5. Oktober 1777 wurde Müller benediziert. In ihrem Namen übernahm der neu bestellte Vogt die übrigen sankt-gallischen Lehen im Hofe zu Wil.
Die Angelegenheiten des Klosters leitete die Äbtissin «mit Geschick und der Hilfe einflussreicher Freunde», zu denen der Landvogt Müller von Friedberg gehörte. Sie führte die umfangreiche Bautätigkeit ihrer Vorgängerin weiter und es kam zu zahlreichen Gütermarkungen und Zehntbeschreibungen. Auseinandersetzungen gab es mit der Verwaltung der Rebberge in Weinfelden und Kostenanteile beim Strassenbau im Toggenburg.
Im Ersten Koalitionskrieg nahm das Kloster 1792 Emigrierte aus Frankreich und Deutschland auf. Sechs Jahre später hatte das Kloster in der Zeit der Helvetik hohe Abgaben und mehrfache Einquartierungen zu leisten. Es verlor einen großen Teil seiner Besitzungen und im Februar 1798 die Gerichtsbarkeit und damit verbunden einen grossen Teil seiner Einnahmen. Novizinnen durften in dieser Zeit nicht aufgenommen werden. Mit der Mediationsakte von 1803 war der Weiterbestand des Klosters gewährleistet, die auferlegten Steuern zahlte es erstmals im Juni 1806.
Verena Müller starb am 21. Juni 1808 im 80. Lebensjahr und im 32. ihrer Regierung. Das Totenbuch verzeichnet sie als eine Frau «von grossem Verstand und Tugend».

## Belege
1. 1 2  Renato Morosoli: Müller (ZG). In: Historisches Lexikon der Schweiz.  2. Februar 2009.
2. 1 2 3 4 5  Verena Müller (Äbtissin) in der Biographia Cisterciensis. 27. Mai 2020.

| Personendaten    | Personendaten                   |
| ---------------- | ------------------------------- |
| NAME             | Müller, Verena                  |
| ALTERNATIVNAMEN  | Müller, Katharina (Geburtsname) |
| KURZBESCHREIBUNG | Schweizer Äbtissin              |
| GEBURTSDATUM     | 3. Februar 1729                 |
| GEBURTSORT       | Zug, Alte Eidgenossenschaft     |
| STERBEDATUM      | 21. Juni 1808                   |
| STERBEORT        | Kloster Magdenau, Schweiz       |